# Духовской (Краснодарский край)
Духовской (иногда Духовский) — хутор в Гулькевичском районе Краснодарского края России. Входит в состав сельского поселения Венцы-Заря.

## История
20 ноября 1912 года у московского нотариуса Леонида Казакова была подписана актовая бумага, в которой сообщалось, что жена прапорщика артиллерии потомственная дворянка Ольга Евгеньевна Духовская, проживающая в Москве, Пречистенской части, по ул. Остоженка, с разрешения Государственного Дворянского Земельного Банка, заключила договор купли-продажи своей собственности. Участок земли, состоящий в Кубанской области, в Урупском округе, Лабинского отдела, в юрте Ново-Михайловской волости, доставшийся ей по наследству в 1905 году, от её отца инженера, действительного статского советника. Впоследствии хутор был назван по имени владелицы.
В трилогии Петра Павловича Радченко «На заре» описываются события, происходящие на этой территории — установление советской власти, Гражданская война, образование коммуны в имении Е. Л. Вербицкой. В 1920-е годы на территории экономии (так называли усадьбу) были созданы коммуны «Боец революции» и «Новый мир».
В 1926 г. в хуторе Духовском насчитывалось 149 дворов с населением 678 человек. В 1999 г. 358 дворов и 1078 человек

## География

### Улицы
| - ул. 60 лет СССР, - ул. Восточная, - ул. Западная, - ул. Комсомольская, - ул. Лесная, - ул. Прикубанская, - ул. Приозерная, | - ул. Рабочая, - ул. Садовая, - ул. Торговая, - ул. Школьная, - ул. Юбилейная, - ул. Южная. |

## Население
| 2002 | 2010 |
| ---- | ---- |
| 965  | ↘836 |